# Суніфред (граф Барселони)
Суніфред I (*Sunifred, д/н —848) — граф Уржеля та Серданьї у 834-848 роках, граф Барселони у 844-848 роках.

## Життєпис
Син (за іншою версію зять) Белло, графа Каркассона. Про молоді роки замало відомостей. У 834 році отримав від імператора Людовика I Благочестивого посади графа Уржеля і Серданьї. Проте ці землі йому необхідно було зайняти, оскільки ними володів Аснар Галіндес I, союзник валі Сарагоси. У 835 році Суніфреду вдалося зайняти Сердань, а у 838 році — Уржель.
Після смерті імператора у 840 році розпочалася боротьба за владу в Аквітанії, в якій Суніфред та його брат Суньєр, граф Ампуріас, підтримали Карла II Лисого. При цьому розпочали боротьбу проти Бернарда Септиманського, графа Барселони, прихильника іншого претендента — Піпіна II Молодшого. У тривалій боротьбі прихильники Карла II здобули перемоги, який за Верденським договором мав би отримати Аквітанію, але не зміг через перемоги з боку Бернарда Аквітанського.
Водночас під час цієї війни Суніфред змушений був боротися проти маврів. Останні 841 року на чолі з Абд аль-Вахідом ібн Язідом Муссою ібн Муссою вдерлися до Каталонії й стали загрожувати Серданьї, але Суніфреду 842 року вдалося зупинити ворога у долині Рібес.
Після поразки і страти Бернарда Септиманського 844 року король Карл II надав Суніфреду графства Барселону, Осона, Жирона, Бесалу, Нарбонн, Безьє, Лодів, Нім, маркграфство Готію. Між 846 і 848 роками зумів зайняти графство Конфлан.
У 848 році проти Суніфреда виступив Вільгельм Септиманський, що отримав титул графа тулузи від Піпіна II. Під час цієї боротьби Суніфред помер. Точна дата і місце смерті невідомі.

## Родина
Дружина — Ермесінда.
Діти:
- Вільфред (бл. 840—897), граф Барселони, Жирони, Уржель, Серданьї, Осона
- Радульф (д/н—920), граф Бесалу
- Міро (д/н—), граф Конфлана
- Суніфред (д/н—890), аббат Арль
- Рікульф (д/н—912), єпископ Ельни
- Сесенанда (д/н)
- Ермесінда (д/н—898)